# Multi-link PPP daemon
MPD — основанная на netgraph(4) реализация ppp-протокола мультисвязи для FreeBSD. MPD спроектирован быть быстрым и гибким, обрабатывая конфигурацию и обращения в режиме пользователя, направляя пакеты данных напрямую в ядро.

## Поддержка типов связи
MPD имеет унифицированную поддержку следующих типов связи:
- modem — для использования различных асинхронных последовательных соединений, включая модемы, терминальные адаптеры ISDN а также нуль-модемное соединение. MPD включает событийно-управляемый скриптовый язык для идентификации модема, установки, ручного логина и т. д.
- pptp — для подключения через интернет, используя Point-to-Point Tunnelling Protocol (PPTP). Этот протокол поддерживается большинством Операционных систем и производителей оборудования.
- l2tp — для подключения через интернет, используя Layer Two Tunnelling Protocol (L2TP). L2TP — это преемник PPTP, поддерживаемый современными клиентами и серверами.
- pppoe — для подключения через порт Ethernet, используя протокол PPP-over-Ethernet (PPPoE). Этот протокол часто используется DSL-провайдерами.
- tcp — для туннеллирования PPP сессии по TCP-соединению. Кадры закодированы так же, как при асинхронном последовательном соединении
- udp — для туннеллирования PPP сессии по UDP соединению. Каждый кадр инкапсулирован в пакет UDP-датаграммы
- ng — для подключения, используя различные устройства, поддерживаемые netgraph-ом. Netgraph — это модульная сетевая подсистема ядра, поддерживающая синхронные последовательные соединения, Cisco HDLC, Frame Relay и другие протоколы

## Поддержка PPP
MPD поддерживает некоторые типы подпротоколов PPP и его расширения, такие как:
- PPP с множественными подключениями
- PAP, CHAP, MS-CHAP and EAP аутентификацию
- сжатие трафика (MPPC, Deflate, Predictor-1)
- шифрование трафика (MPPE, DESE, DESE-bis)
- обмен параметрами IPCP и IPV6CP

В зависимости от конфигурационных правил и параметров подключения MPD может работать как обычный PPP клиент/сервер или перенаправлять подключение без модификации на другой хост, используя любой поддерживаемый тип подключения, предоставляя функциональность LAC/PAC/TSA для построения сетей с распределенным управлением доступом.

## Дополнительные возможности
MPD также включает множество дополнительных особенностей:
- поддержка IPv4 и IPv6
- управление через интерфейсы Telnet и HTTP
- различные методы аутентификации и учёта (RADIUS, PAM, script, file, …)
- учёт трафика посредством NetFlow
- NAT
- дозвон по запросу с тайм-аутом простоя
- динамическое управление подключением, основанное на требованиях (также известное как «rubber bandwidth» — «резиновый канал», «резиновая пропускная способность»)
- мощный скриптовый язык чата для асинхронных последовательных портов
- оттестированные скрипты для некоторых общих модемов и ISDN TA(уточнить)
- чистый аппаратно-независимый дизайн
- всестороннее протоколирование